# Тарфуссер, Куно
Куно Якоб Тарфуссер (нем. Cuno Jakob Tarfusser; род. 11 сентября 1954, Мерано, Италия) — итальянский юрист, экс-судья Международного уголовного суда.
В 1975 году окончил юридический факультет Инсбрукского университета. В 1979 году получил степень в области права в Падуанском университете. После окончания университета он работал в течение нескольких лет в качестве адвоката в Падуе.
В 1985 году стал заместителем прокурора в государственной прокуратуре окружного суда Больцано, с 2001 по 2008 год — Главный государственный прокурор в Больцано. В качестве прокурора участвовал в проведении целого ряда громких судебных процессов, связанных с расследованием террористических актов, коррупции, отмываем денег, экономических преступлений, занимался борьбой с организованной преступностью. Во времена его руководства прокуратурой с целью повышения эффективности работы была полностью перестроена организационная модель, которая в настоящее время считается стандартом для всей системы правосудия в Италии.
За свою карьеру он прочитал множество лекций в ряде юридических факультетов в Италии. Является специалистом в сфере уголовного и уголовно-процессуального права.
В январе 2009 году он был избран судьей Международного уголовного суда сроком на девять лет по предложению правительства Италии.